# Università di Betlemme
L'Università di Betlemme è la prima università palestinese fondata in Cisgiordania. Le sue origini si possono far risalire al 1893, quando i Fratelli delle Scuole Cristiane (i lasalliani) aprirono varie scuole a Betlemme, Gerusalemme, Giaffa, Nazaret, in Turchia, Libano, Giordania ed Egitto.

## Storia
L'esigenza di una vera istituzione universitaria, tuttavia, venne manifestata ufficialmente dai palestinesi solo nel gennaio 1964, durante la storica visita di papa Paolo VI in Terrasanta. I successivi studi e consultazioni per la sua realizzazione furono bloccati dalle vicende militari (in particolare la Guerra dei sei giorni del 1967) e solo nel 1972 l'arcivescovo Pio Laghi, delegato apostolico, poté formare un comitato operativo che portò all'apertura ufficiale dell'università il 3 ottobre 1973. Oltre al sostegno delle comunità locali e del Vaticano, l'apporto principale venne dai lasalliani che fornirono il terreno di loro proprietà e la propria esperienza plurisecolare nell'insegnamento.
L'università conobbe un immediato successo passando dai 112 studenti iniziali (con 63 laureati nel 1977) ai 1.000 del 1981, superando i 2.200 nel 2000 e raggiungendo il massimo di 3.054 iscritti nel 2009.